# Trăind printre demoni: E mâna diavolului
Trăind printre demoni 3 este un film de groază din 2021 regizat de Michael Chaves[*] după un scenariu de David Leslie Johnson-McGoldrick[*]. Este produs în Statele Unite ale Americii de studiourile New Line Cinema și a avut premiera în iunie 2021, fiind distribuit de Warner Bros. Coloana sonoră este compusă de Joseph Bishara[*]. 

## Distribuție
Rolurile principale au fost interpretate de actorii:

Vera Farmiga
Patrick Wilson  .